# Veríssimo de Lencastre
Pour les articles homonymes, voir Veríssimo.
Veríssimo de Lencastre (né le 15 novembre 1615 à Lisbonne, au Portugal, et mort le 12 décembre 1692 à Lisbonne) est un cardinal portugais du XVIIe siècle.

## Biographie
Veríssimo de Lencastre est inquisiteur à Évora et à Lisbonne. Il est élu archevêque de Braga en 1670 et est inquisiteur général du Portugal et des Açores. Il résigne au gouvernement de son archidiocèse en 1677 et il est suspendu de la fonction d'inquisiteur général en 1679, mais il est rétabli à cette fonction en 1681.
Le pape Innocent XI le crée cardinal le 2 septembre 1686. Le cardinal Lencastre ne participe pas au conclave de 1689, lors duquel Alexandre VIII est élu, ni à celui de 1691 (élection d'Innocent XII).

### Sources
- Fiche du cardinal sur le site fiu.edu